# Флаг Приволжского городского поселения
Флаг муниципального образования Приво́лжское городское поселение Приволжского муниципального района Ивановской области Российской Федерации — опознавательно-правовой знак, служащий официальным символом муниципального образования.
Флаг утверждён 20 января 2011 года и внесён в Государственный геральдический регистр Российской Федерации с присвоением регистрационного номера 6760.

## Описание
«Прямоугольное двухстороннее полотнище с отношением ширины к длине 2:3, состоящее из трех неравных горизонтальных полос (в соотношении 15:3:2), имеющих волнистые границы и разделенных пополам по вертикальной оси полотнища: у древка полосы белая, голубая и белая, у свободного края — голубая, белая и голубая; на фоне верхней полосы (поверх цветовой границы) и вплотную к средней полосе воспроизведена желтая верхняя часть шатровой колокольни и по сторонам от неё, с небольшим смещением вверх — голубой цветок льна с желтой сердцевиной (расположенный со стороны древка) и желтый перстень с красным камнем».

## Символика
Флаг языком символов и аллегорий отражает географические, исторические и культурные особенности Приволжского городского поселения.
Город Приволжск вырос из села Яковлевское, которое впервые упоминается в 1484 году. Богатая история Приволжска аллегорически отражена на флаге золотой колокольней. В конце XVIII века здесь был построен собор Николая Чудотворца, ставший жемчужиной церковной архитектуры края и «визитной карточкой» сначала села, а затем и города.
Композиция флага основана на флаге Приволжского муниципального района, что символизирует культурную и историческую общность двух муниципальных образований.
Цветок льна характеризует Приволжск как центр текстильного льняного производства.
Золотое кольцо указывает на ювелирный промысел, зародившийся в селе Яковлевском в начале XIX века.
Волнистый пояс переменных цветов символизирует реки Шача и Таха, на берегах которых расположен Приволжск.
Жёлтый цвет (золото) — символ уважения, стабильности, благополучия.
Белый цвет (серебро) — символ чистоты, мудрости, благородства, мира.
Голубой цвет (лазурь) — символ искренности, чести, истины, добродетели.
Красный цвет — символ мужества, красоты и жизни.